# Jóhannes Eðvaldsson
Jóhannes Eðvaldsson (Vestmannaeyjabær, 3 de septiembre de 1950 - Glasgow, 24 de enero de 2021) fue un entrenador y jugador de fútbol islandés. Aunque jugó en varios equipos de Europa, África y América, se destacó especialmente durante su paso por el Celtic de Escocia.

## Trayectoria
Surgido de la cantera del Valur, en 1972 jugó en el Cape Town City de la National Football League de Sudáfrica, en la época en la que todavía el fútbol del país estaba segregado por razas. Sin embargo sólo permaneció unos meses antes de retornar a Islandia.
En 1974 volvió a intentar jugar profesionalmente como ficha extranjera. Pasó por el FC Metz de Francia y por el Holbæk B&I de Dinamarca, hasta que en agosto de 1975 se incorporó al Celtic de Escocia. Allí actuaría durante los siguientes cuatro años y medio, ganando en dos ocasiones el campeonato local y en una la Copa de Escocia. Jugó 188 partidos en los que anotó 36 goles. Muy apreciado por los seguidores del club, fue apodado como "Shuggy".
En febrero de 1981 emigró hacia los Estados Unidos para unirse al Tulsa Roughnecks de la North American Soccer League.
Regresó a Europa en el verano de 1982, fichado por el equipo alemán Hannover 96 para jugar en la 2. Bundesliga. Posteriormente retornaría a Escocia, sumándose al Motherwell, club en el que permanecería durante dos años.
Su última experiencia como jugador profesional de fútbol fue en el KR Þróttur de su país natal, donde se desempeñó como jugador-entrenador.
Posteriormente retornó a Escocia -de donde era originaria su esposa- y se dedicó a entrenar a equipos juveniles locales.

## Selección nacional
Entre 1971 y 1983 participó de 34 partidos de la selección de fútbol de Islandia, anotando 2 goles.

## Clubes
| Club             | País                | Año       | Partidos | Goles |
| ---------------- | ------------------- | --------- | -------- | ----- |
| Valur            | Islandia            | 1968-1971 | 50       | 15    |
| Cape Town City   | Sudáfrica           | 1972      | 10       | 2     |
| Valur            | Islandia            | 1972-1974 | 42       | 13    |
| FC Metz          | Francia             | 1974      | 0        | 0     |
| Holbæk B&I       | Dinamarca           | 1975      | 12       | 2     |
| Celtic           | Escocia             | 1975-1980 | 127      | 24    |
| Tulsa Roughnecks | Estados Unidos      | 1980-1981 | 68       | 17    |
| Hannover 96      | Alemania Occidental | 1981-1982 | 21       | 1     |
| Motherwell       | Escocia             | 1982-1984 | 55       | 6     |
| KR Þróttur       | Islandia            | 1984-1985 | 33       | 0     |

## Vida personal
Jóhannes Eðvaldsson era hijo de Evald Mikson, un atleta estonio que jugó al fútbol y al hockey sobre hielo, y que tuvo que dejar su país tras la Segunda Guerra Mundial, instalándose en Islandia.
Fue hermano del entrenador y futbolista Atli Eðvaldsson, y por lo tanto tío de los futbolistas profesionales Sif Atladóttir y Emil Atlason.